# 沃倫 (康乃狄克州)
沃倫（英語：Warren）是一個位於美國康乃狄克州利奇菲爾德縣的城鎮。

## 地理
沃倫的座標為41°44′11″N 73°20′32″W / 41.73639°N 73.34222°W，而該地的平均海拔高度為136米（即446英尺）。

## 人口
根據2010年美國人口普查的數據，沃倫的面積為71.50平方千米，當中陸地面積為68.30平方千米，而水域面積為3.20平方千米。當地共有人口1461人，而人口密度為每平方千米20人。